# Manitu

Cuvântul „manitu” în aborigenă.

Manitu este o forță fundamentală și spirituală a vieții înțeleasă de către grupuri de indigeni algonkini. Este omniprezentă și se manifestă pretutindeni: în organisme, lumea înconjurătoare, evenimente etc.  Aashaa monetoo = „spirit bun”, otshee monetoo = „spirit rău”. La facerea Lumii, marele spirit, Aashaa Monetoo, a dat pământul triburilor indigene, în special tribului Shawnee.
În cateva traditii algonkine, termenul gitche manitou este folosit pentru a se referi la „Spiritul Suprem”. Termenul a fost adoptat de câteva grupuri de creștini Anishnaabe, cum ar fi Ojibwe, pentru a se referi la Dumnezeul tradiției Abrahamice. Oricum, termenul a existat încă dinainte de contactul lor cu europenii, cuvintele „gitche” si „manitou” fiind folosite des. 
În tradițiile șamanilor, manitu este conectat la primirea unui efect dorit, ca și creșterea mai rapidă a plantelor sau a animalelor. În traditiile Anishinaabege, manidoowag este un aspect al Marii Conexiuni. Termeni asemănători folosiți de anishinaabegi sunt manidoowish pentru animale mici, manidoowag și manidooni pentru insecte; ambii termeni înseamnă „mici spirite”. În câteva limbi algonkine ca și lynu cuvântul manituw se referă la creaturile subacvatice cărora vânătorii le oferă tutun pentru a-i omora atunci când ajung în teritoriul lor.